# وأيضا هالو دوللي (مسرحية)
وأيضًا هالو دوللي، مسرحية كوميدية استعراضية كويتية من تأليف عبد الأمير التركي وإخراج حسن عبد السلام، وبطولة عبد الحسين عبد الرضا، والفنانة المصرية شويكار، غانم الصالح، علي المفيدي، مريم الغضبان
عرضت المسرحية عام 1974. وتعتبر المسرحية من أولى المسرحيات التي سجلها تلفزيون الكويت بالألوان، وهو العمل الأول والأخير لشويكار خليجًيا.

## الفنانين المشاركين
| الممثل               | الشخصية |
| -------------------- | ------- |
| عبد الحسين عبد الرضا | لاهوب   |
| شويكار               | دوللي   |
| غانم الصالح          | عهدي    |
| مريم الغضبان         | مريم    |
| علي المفيدي          | فخري    |
| يسرية المغربي        | فريال   |
| كاظم القلاف          |         |
| عايدة الشريف         | سماح    |
| أسامة المشيني        |         |
| سالم حمود            |         |
| لطيفة يحيى           |         |